# 尹蔚民
尹蔚民（1953年1月—），河北灵寿县人，在职研究生学历，经济学硕士學歷，1973年加入中国共产党。是中国共产党十七届、十八届中央委员。曾任國家公務員局局長、中華人民共和國人力資源和社會保障部部長。

## 簡歷
历任中共中央组织部经济干部局干事、轻工交通处副处长、中央机关干部局五处副处长、中央组织部办公厅副处级秘书、任中央组织部党政外事干部局四处副处长、处长、党政外事干部局副局长、局长、中央组织部经济科技干部局局长、中央组织部干部四局局长兼企业干部工作办公室主任。
2000年11月至2005年3月任人事部副部长、党组成员，2005年3月后人事部副部长、党组副书记。
2007年8月30日，十届全国人大常委会第二十九次会议决定，任命尹蔚民为人事部部长。并担任中共中央组织部副部长。
根據2008年3月十一屆全國人大一次會議通過的國務院機構改革方案，人事部與勞動和社會保障部合併為人力資源和社會保障部，3月17日，第十一屆全國人民代表大會第一次全體會議決定任命尹蔚民为人力資源和社會保障部部長，3月19日。中共中央決定，尹蔚民任人力資源和社會保障部黨組書記，兼任国家公务员局局長。2014年9月12日，國務院免去尹蔚民兼任的國家公務員局局長職務。2018年1月，当选第十三届全国政协委员。

### 引用
1. ↑  . 网易.   [2018-01-26]. （原始内容存档于2018-01-27）.